# Michael Moore

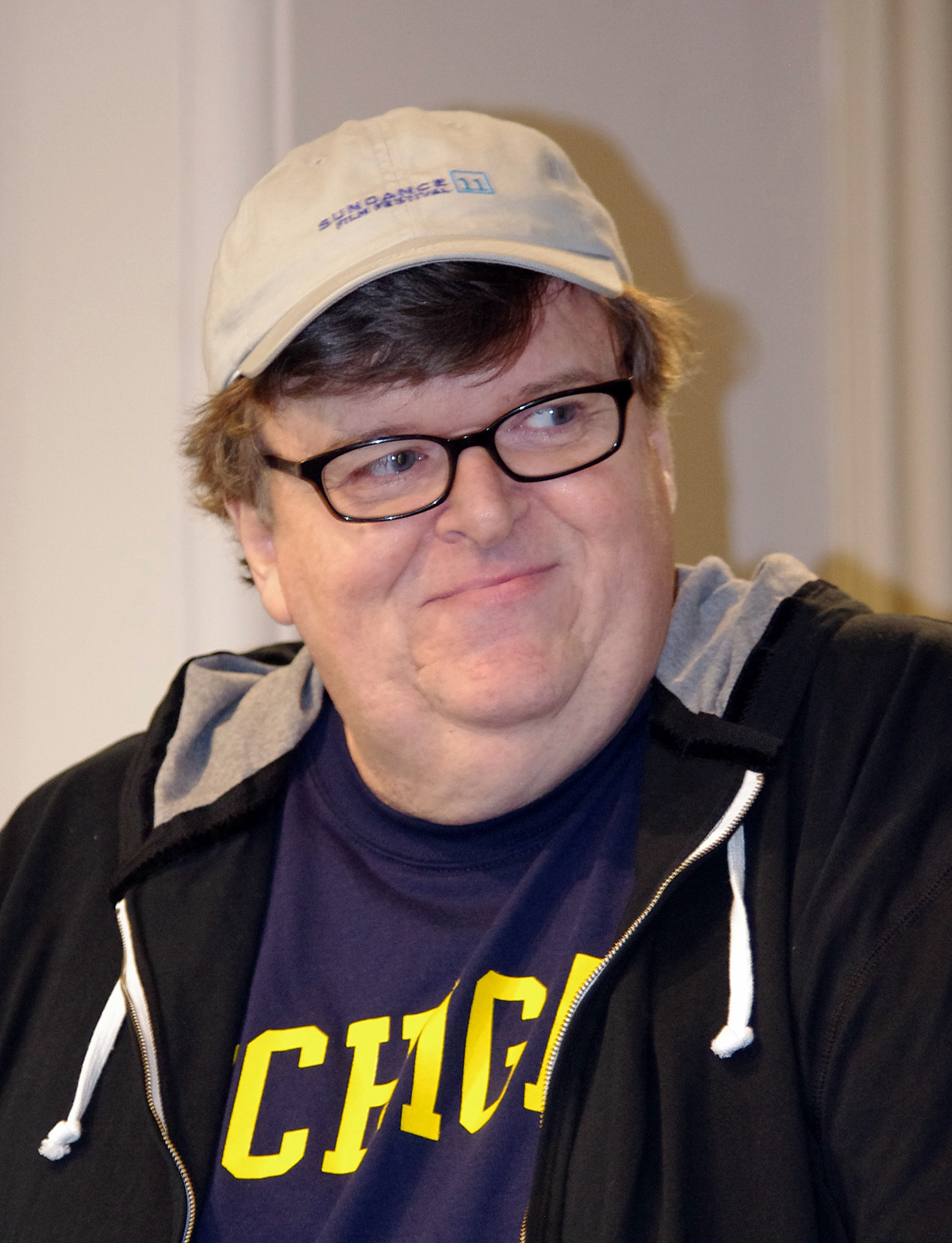
Michael Moore (2011)

Michael Francis Moore [ˈmaɪkəl mɔr] (* 23. April 1954 in Flint, Michigan) ist ein US-amerikanischer Filmregisseur, Autor und Oscarpreisträger.
Populär wurde er durch seine Filme Roger & Me, Bowling for Columbine und Fahrenheit 9/11 sowie seine kurzzeitig im amerikanischen und britischen Fernsehen ausgestrahlte Satireshow TV Nation. Sein Buch Stupid White Men erlangte internationalen Bestseller-Status. Moore wird der amerikanischen politischen Linken zugeordnet und ist für seine Kritik an der von 2001 bis 2009 amtierenden Bush-Regierung bekannt.

## Leben

### Familie
Michael Moore wurde als Sohn von Frank und Veronica Moore und Nachfahre irisch-katholischer Einwanderer geboren und hat zwei Schwestern namens Anne und Veronica. Er war von 1990 bis 2013 mit seiner Produzentin Kathleen Glynn verheiratet, ihre Tochter Natalie (* 1981) ist Michael Moores Adoptivtochter. Moore ist katholisch und hat seine kapitalismuskritische Haltung mehrfach mit seinen christlichen Überzeugungen begründet.

### Jugend
Moore wuchs in Davison, einem Vorort von Flint auf. Außer ihm arbeitete seine ganze Familie für das in Flint gegründete Unternehmen General Motors (GM), das zugleich größter Arbeitgeber der Stadt war. Seine Mutter arbeitete dort als Sekretärin, sein Vater als Handwerker. Moores Onkel war einer der Arbeiter, die durch ihre Streiks in den 1930er-Jahren die Einführung einer Gewerkschaft bei GM erzwungen hatten.
Bereits in jungen Jahren trat Moore der National Rifle Association bei und gewann dort einige Auszeichnungen.
Im Alter von 14 Jahren besuchte er das Catholic Seminary, in dem er sich auf das Priesteramt vorbereitete. Anschließend besuchte er bis 1972 die Davison High School, wo er seine spätere Produzentin und Ehefrau Kathleen Glynn kennenlernte. Mit 18 Jahren wurde er ins „Davison school board“ gewählt.

### Berufliche Karriere als Journalist
Im Alter von 22 Jahren gab Moore sein Schulamt auf und widmete sich ganz seiner Leidenschaft, dem Journalismus. Mit The Flint Voice (zwischenzeitlich The Michigan Voice) gründete er eine alternative Zeitschrift, deren Chefredakteur er zehn Jahre lang war. Sie wurde bald auch überregional beachtet und erst eingestellt, nachdem Moore als Chefredakteur bei dem Magazin Mother Jones in San Francisco angestellt wurde.
Moore war bei Mother Jones nur knapp fünf Monate präsent und verließ die Redaktion im Streit. Laut einem Artikel in The Nation geschah dies unter anderem wegen eines Nicaragua-kritischen Artikels, den Moore nicht drucken lassen wollte. Laut Moore selbst waren Auseinandersetzungen über Beiträge aus Moores Heimat Michigan die Ursache. Moores politische Haltung wie sein harscher Umgang mit Mitarbeitern der Redaktion wurde in verschiedenen Büchern, so von Jesse Larner (Forgive Us Our Spins. Michael Moore and the Future of the Left) und Roger Rapoport (Citizen Moore. The Life and Times of an American Iconoclast) kritisch dargestellt.
Moore musste nach Flint zurückkehren, wo General Motors gerade bekanntgegeben hatte, dass die Autowerke in der Stadt geschlossen werden sollten. Nach seiner Entlassung wurde er von Ralph Nader angestellt, der sich jedoch bald wegen persönlicher Differenzen von ihm trennte.

### Film- und Autorenkarriere

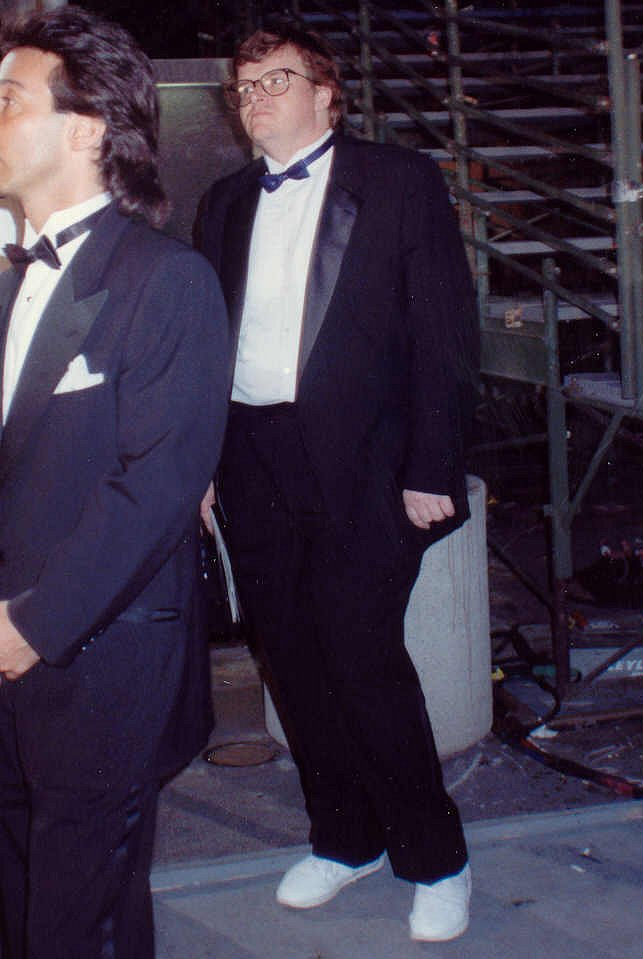
Michael Moore bei der Oscarverleihung 1990

Weltweit berühmt wurde Moore vor allem durch seine meist satirischen Bücher und Dokumentarfilme, in denen er insbesondere das Verhalten von Großunternehmen und die Politik der politischen Rechten in den Vereinigten Staaten anprangert.
1988 und 1989 drehte er mit geringen finanziellen Mitteln den Film Roger & Me, der ihm zum Durchbruch im Filmgeschäft verhalf. Der Film thematisiert die Verelendung seiner Heimatstadt Flint durch die Schließung der dortigen GM-Werke. Moore versucht in dem Film erfolglos, den damaligen GM-Chef Roger Smith zur Rede zu stellen. Die Tantiemen aus Roger & Me benutzte er zur Gründung des „Center for Alternative Media“, einer Stiftung, die unabhängige Filmemacher und soziale Gruppen unterstützt. 1992 veröffentlichte Moore Pets or Meat – The Return to Flint, einen 30-minütigen Nachklapp zu Roger & Me: In diesem Kurzfilm wird die damalige Situation in Flint dokumentiert. Nach diesem Film plante Moore den Film Canadian Bacon herauszubringen, allerdings fand sich niemand, der das Drehbuch unterstützte.
Stattdessen bot ihm NBC an, eine Fernsehshow zu produzieren. Moore nahm nach einigen Bedenken das Angebot an, und so entstand 1994 TV Nation. Die Serie genoss eine große Beliebtheit und gewann 1995 den Emmy für die beste TV-Show. Nach nur anderthalb Jahren wurde die Sendung im September 1995 eingestellt, da der Vertrag dafür nicht verlängert worden war. Moore hatte durch die Serie ein genügend großes Budget erlangt, so dass er seinen umstrittenen Film Canadian Bacon selbst finanzieren und verwirklichen konnte. 1998 erschien Moores Buch Hurra Amerika! (zusammen mit seiner Frau geschrieben), in dem er scharfe Kritik am damaligen Präsidenten Bill Clinton äußert.
Im Jahr 2000 gehörte Moore zu den prominenten Unterstützern von Ralph Naders Kandidatur für die amerikanische Präsidentschaftswahl, da er sich in der Zwischenzeit mit diesem versöhnt hatte. Die Gründe für die Unterstützung der Kandidatur Naders nannte er in seinem 2002 erschienenen Buch Stupid White Men: So war Moore enttäuscht über die Politik von Bill Clinton, die er weitgehend als Wählerverrat sah. Außerdem hatte er einen Brief an Al Gore geschrieben und diesen aufgefordert, ihm Gründe dafür zu nennen, ihn zu wählen. Gores Antwortschreiben hätte Moore allerdings nicht überzeugt, womit für ihn endgültig klar war, Nader zu unterstützen.

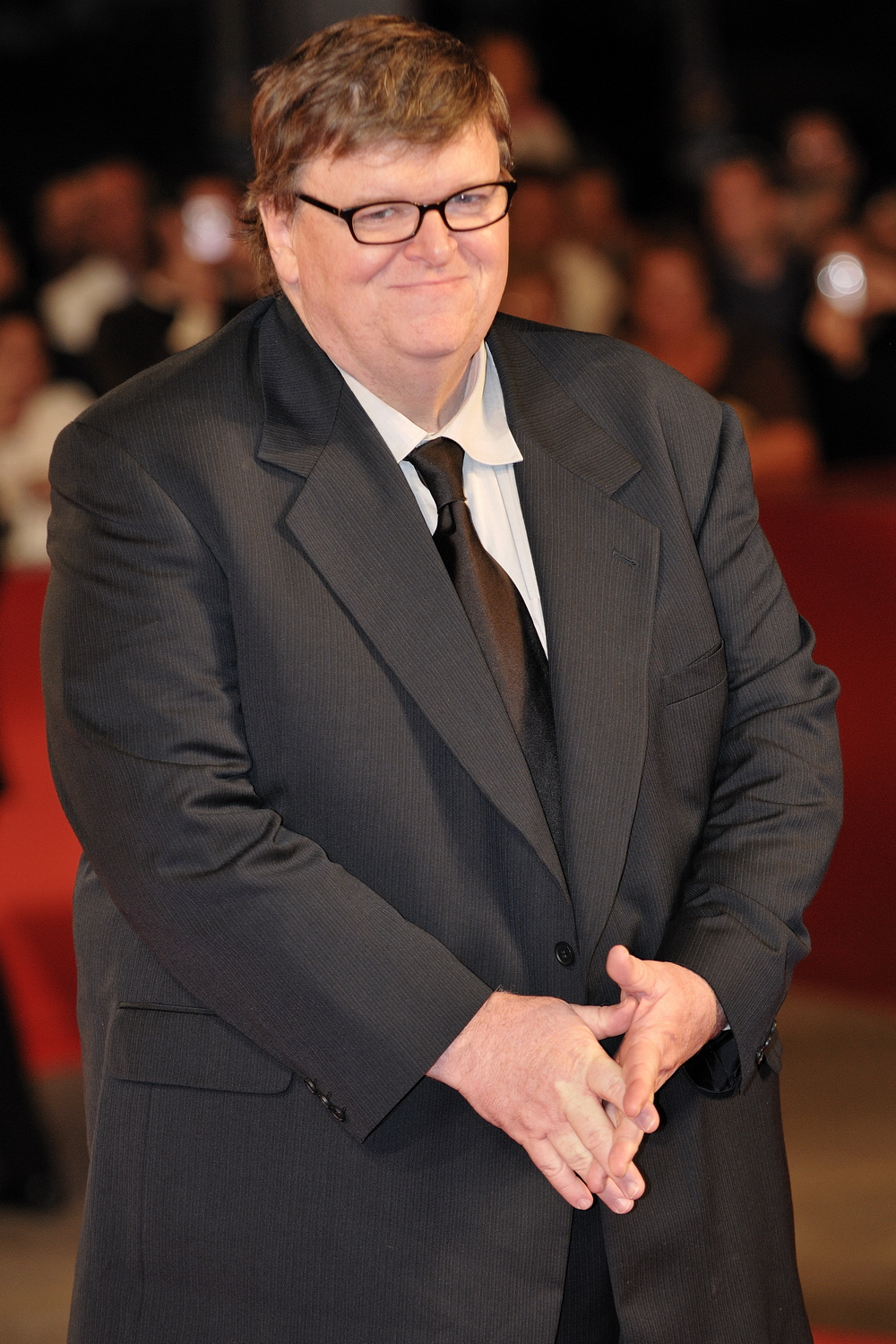
Michael Moore 2009, Venedig

Durch seine internationale Bekanntheit gestützt, wurden auch seine Bücher – besonders Querschüsse – Downsize This! Stupid White Men und Volle Deckung, Mr. Bush – millionenfach verkauft. Die Bücher provozierten ähnliche Kontroversen wie die Filme. Die Zeitschrift The New Republic bezeichnete seine Schriften spöttisch als „Chomsky for children“ („Chomsky für Kinder“) – eine Anspielung auf die scharfe politische Regierungskritik des bedeutenden Linguisten Noam Chomsky. Gemeinsam mit ihm trat Moore im kanadischen Dokumentarfilm The Corporation aus dem Jahr 2003 auf. Mit den Filmen Bowling for Columbine (2002) und Fahrenheit 9/11 (2004) wurde Moore auch international zu einem beachteten Filmemacher. Spätestens durch seine Rede im Rahmen der Oscarverleihung im Jahr 2003 wurde er weltberühmt. Moore wurde mit dem Oscar für Bowling for Columbine ausgezeichnet. Er nutzte die öffentliche Aufmerksamkeit, um in seiner Rede den damaligen US-Präsidenten George W. Bush wegen des amerikanisch-britischen Kriegs gegen das irakische Regime von Saddam Hussein scharf anzugreifen („Shame on you, Mr. Bush!“). Die Rede wurde kurz nach Beginn ausgeblendet. 2004 erschien das Buch Verraten und verkauft – Briefe von der Front, in dem einige US-amerikanische Soldaten, die im Irak stationiert sind oder waren, auf Moores Internetseite ihre Sicht über den Krieg schreiben.
Für seinen Film Fahrenheit 9/11 bekam er den Preis der Jury bei den Internationalen Filmfestspielen von Cannes und gewann die „Goldene Palme“, den Festivalspreis für den besten Film. Da es Moore nicht gelungen war, die Wiederwahl von Bush zu verhindern, veröffentlichte er wenige Tage nach dessen erneutem Wahlsieg auf seiner Homepage 17 teils ernsthaft, teils scherzhaft gemeinte Gründe, warum man sich nicht die Pulsadern aufschneiden solle. Außerdem verkündete er, mit Fahrenheit 9/11 1/2 eine Fortsetzung von Fahrenheit 9/11 zu drehen, die 2007 in die Kinos kommen sollte.
Mitte 2005 sorgte er für Schlagzeilen, als er in seiner Heimatstadt Flint ein Filmfestival ins Leben rief, das zur Förderung der Kultur dienen sollte. Im Juli desselben Jahres wurde er von James Nichols auf Schadenersatz verklagt. Er warf Moore vor, ihn im Film Bowling for Columbine in ein schlechtes Licht gerückt zu haben. James Nichols ist der Bruder von Terry Nichols, der als Komplize von Timothy McVeigh zusammen mit diesem 1995 den Bombenanschlag auf das Murrah Federal Building in Oklahoma City verübt hatte. Moore gewann den Rechtsstreit.
Seine Werke inspirierten mehrere Filme, darunter Super Size Me von Morgan Spurlock und Der Krieg des Charlie Wilson mit dem Schauspieler und Oscar-Preisträger Tom Hanks.
In den deutschen Synchronfassungen seiner Filme wird Moore seit Bowling for Columbine (2002) zumeist von Walter von Hauff gesprochen.

### Moore im Präsidentschaftswahlkampf

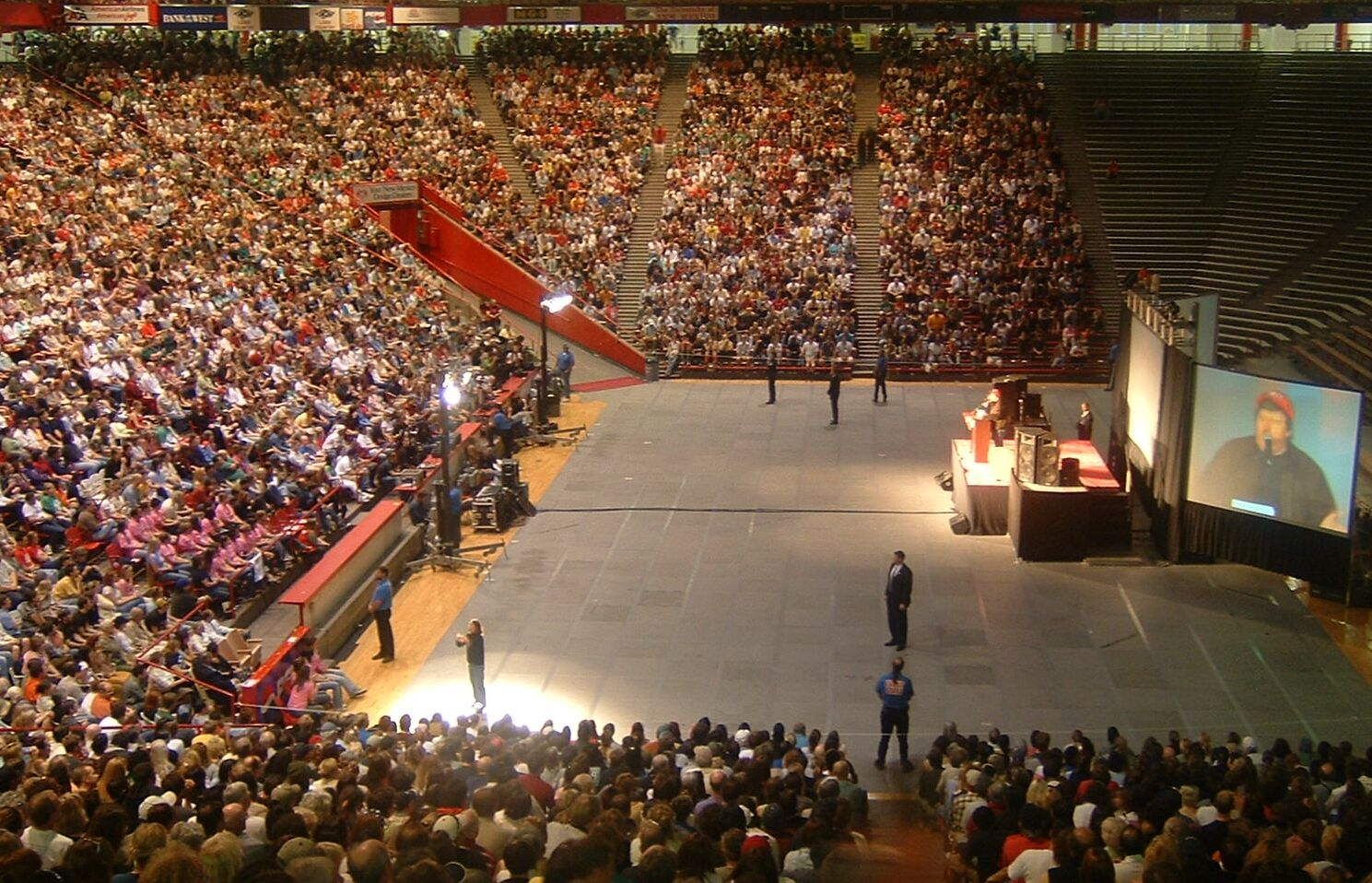
Michael Moore bei einer Kundgebung seiner „Slacker Uprising Tour“ im Oktober 2004 in Albuquerque/New Mexico (USA)

Am 14. Januar 2004 erklärte Moore auf seiner Website seine Unterstützung für die Kandidatur des Demokraten Wesley Clark bei der Präsidentschaftswahl von 2004. Clark konnte sich bei den Vorwahlen allerdings nicht durchsetzen. Jedoch erklärte sich Moore bereit, die Demokraten, unabhängig davon, welcher Kandidat sich durchsetzen würde, beim Präsidentschaftswahlkampf zu unterstützen, es sei denn, Joseph Lieberman hätte das Rennen für sich entschieden: „Ich werde keinen Cent einem Möchtegern-Bush geben, der so tut, als sei er ein Demokrat!“ Außerdem lenkte er während der Vorwahlen Aufmerksamkeit mit dem Hinweis auf sich, George W. Bush sei während seines Dienstes in der Nationalgarde über längere Zeit nicht zum Dienst erschienen. In den Monaten vor der Präsidentschaftswahl 2004 tourte Moore durch die so genannten „Swing States“ der Vereinigten Staaten und warb auf zahlreichen Kundgebungen für die Wahl des demokratischen Präsidentschaftskandidaten John Kerry, der für ihn laut eigener Aussage einer der am weitesten links stehenden Kandidaten der Demokratischen Partei seit langem war.
Zur Präsidentschaftswahl 2008 stellt Moore den Film Slacker Uprising am 23. September 2008 ins Netz, um vor allem junge Menschen aufzufordern, den Weg zur Wahlurne zu machen. Er sprach sich bereits im Vorwahlkampf für Barack Obama aus und kritisierte dessen parteiinterne Konkurrentin Hillary Clinton für ihre „Schmierenkampagne“.
Auch sprach Moore seine Unterstützung für den amerikanischen Politiker Bernie Sanders in der Vorwahl der Demokraten für die Präsidentschaftswahl 2016, gegen seine Konkurrentin Hillary Clinton aus.

### Occupy Wall Street
Am 26. September 2011 hielt Michael Moore auf dem Liberty Plaza, New York, eine Rede und äußerte große Erwartungen an die neue Protestbewegung Occupy Wall Street: In hundert Jahren wird man sich daran erinnern, dass ihr zu diesem Platz kamt und diese Bewegung ins Leben gerufen habt.

### Edward Snowden
Moore hat im Laufe der globalen Überwachungs- und Spionageaffäre 2013 eine eindeutige Meinung zu Whistleblower Edward Snowden: Dieser sei ein „amerikanischer Held“, der „einen Friedenspreis“ bekommen sollte. „Wir hatten ein Recht zu erfahren, was los ist. Das amerikanische Volk besteht nicht aus Terroristen, und wir haben das Recht, in Ruhe gelassen zu werden. Das wird von der Verfassung geschützt“, erklärt Moore. Für ihn ist klar: „Die Regierung wird versuchen, uns mehr von diesen Rechten wegzunehmen, wenn wir sie lassen. Die Leute müssen sich dagegen wehren.“ Auch unterstützt er die Kampagne „Pardon Snowden“, in der es darum geht, sich für Edward Snowden einzusetzen, damit dieser begnadigt wird.

## Kritik

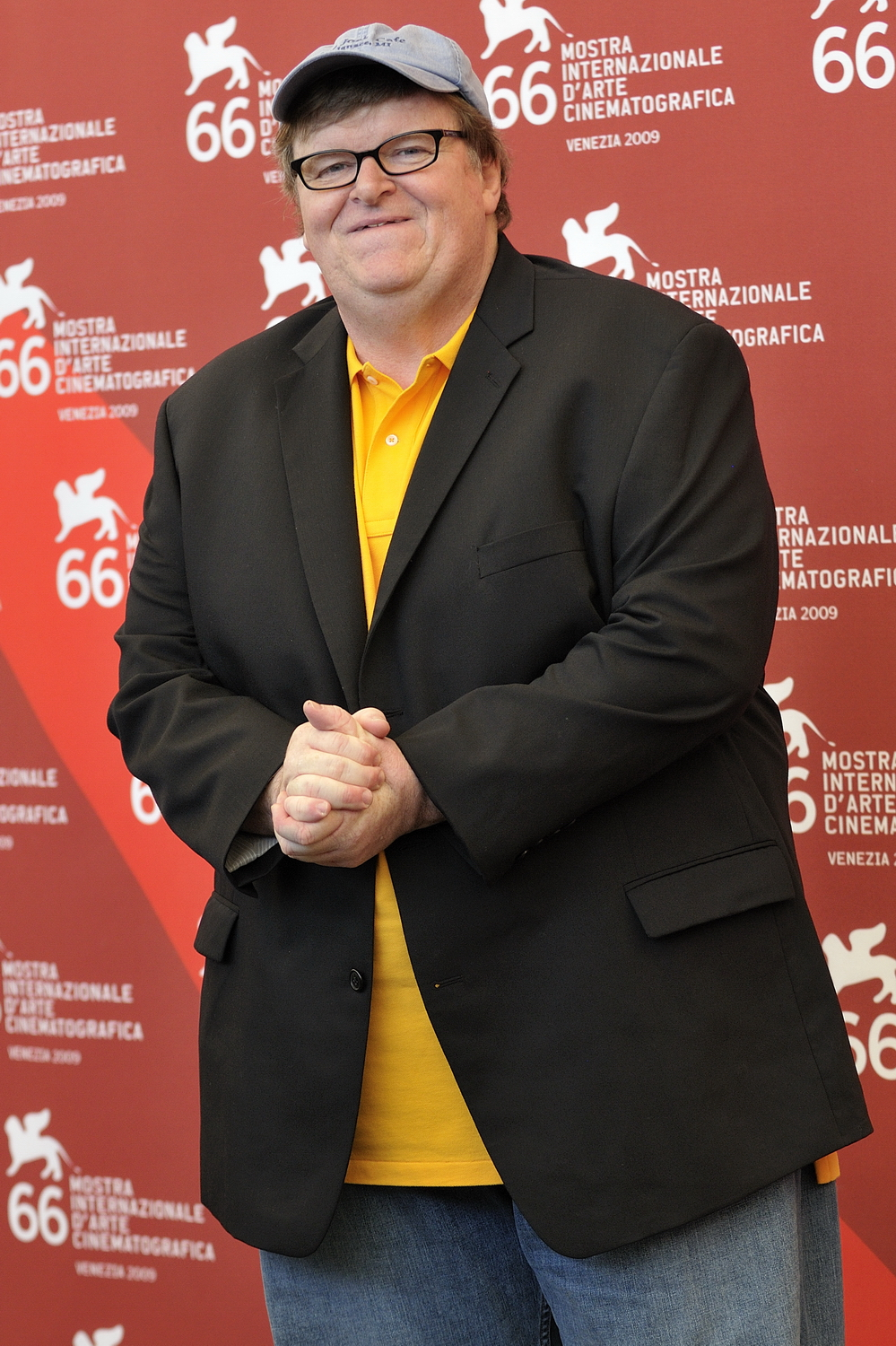
Michael Moore (2009)

Aufgrund seiner politischen Brisanz stand besonders der Film Fahrenheit 9/11 in der Kritik. Speziell die politische Rechte in den Vereinigten Staaten lehnte den Film ab. So bezeichnete die konservative Organisation Move America Forward den Film als „Rekrutierungsvideo für Al Qaida, das nicht in unsere Kinos gehört“. Auf dem Parteitag der Republikaner im Jahr 2004 sagte der republikanische Senator John McCain aus Arizona über Moore spöttisch: „Und vertrauen Sie keinem hinterlistigen Filmemacher, der uns glauben machen will, der Irak unter Saddam Hussein sei eine Oase des Friedens gewesen!“
Auch jenseits der Anhängerschaft der Republikaner wird Moore immer wieder vorgeworfen, in seinen Büchern und Filmen manche Fakten sehr einseitig zu beleuchten. Beispielsweise stammt eine der prominentesten Kritiken des Films Fahrenheit 9/11 von Christopher Hitchens, der Moore 2004 in Bezug auf seine ethischen Grundsätze in die Nähe der Propaganda-Filmregisseure Sergej Eisenstein und Leni Riefenstahl rückte und ihm die Widersprüchlichkeit seiner Aussagen zur Gefährlichkeit des islamistischen Terrorismus und zu den von den USA geführten Kriegen in Afghanistan und im Irak vorwarf. Der Rezensent des linksgerichteten politischen Magazins CounterPunch befand, Moores Fahrenheit 9/11 enthalte keine kohärente Kritik, sondern seine politischen Hauptaussagen seien „gefährlich unvollständig oder unzusammenhängend“, vor allem bediene sich Moore eines „subtilen Rassismus“. Der Rassismus-Vorwurf wurde auch von Medien in mehreren arabischen Ländern erhoben.
Im Kontext des Films Fahrenheit 9/11 stießen in internationalen Medien (u. a. Le Monde, Chosun Ilbo) Moores politische Ratschläge auf kritisches Echo, die er beispielsweise auf einer internationalen Pressekonferenz 2004 an Franzosen, Italiener, Südkoreaner und Angehörige anderer Nationen richtete. Laut Beobachtungen internationaler Reaktionen in der Washington Post wurde Moore dabei vermehrt vorgeworfen, sich gegenüber Menschen anderer Kultur anmaßend und arrogant zu verhalten, zur Wahrnehmung von Zwischentönen unfähig zu sein und damit dem Stereotyp des „hässlichen Amerikaners“ zu entsprechen. Seine Perspektive auf die internationale Politik beziehe sich allein auf die Rolle der USA und offenbare geringe Kenntnisse der jeweiligen Situation in den von ihm angesprochenen Ländern. Häufig sei kritisiert worden, dass er die politische Rolle Israels im Kontext des Irak-Kriegs außer Acht gelassen habe.
In seiner Neigung zur Einteilung der Menschen entweder in Freunde oder Feinde ähnele er dem Charakter des von ihm kritisierten George W. Bush, sagte der Musiker Pete Townshend: Nachdem das Mitglied der Band The Who die Verwendung eines Antikriegsliedes für den Abspann des Films Fahrenheit 9/11 wegen Bedenken bezüglich der Faktentreue des Filmemachers abgelehnt hatte, habe Moore ihn als „Kriegsbefürworter“ beschimpft, obwohl er seine Haltung zum Irakkrieg längst korrigiert habe.
Ein weiterer Vorwurf lautet, Moores Filme seien hauptsächlich Werke polemischer Propaganda, die Halbwahrheiten für ihre Botschaften nutzten und ihren Effekt durch überhöhte Emotionalität erzielten. Moore bestreitet zwar den Vorwurf gefälschter Szenen, nicht aber den Vorwurf der selektiven Darstellung. Er führe Fakten an, die seine persönliche Sicht der Dinge unterstützen; es sei aber bei allen seinen Büchern und Filmen bisher zu keiner Verleumdungsklage gekommen. So lasse er vorher alles von Rechtsanwälten auf die strafrechtliche Relevanz überprüfen.
Wendell Potter, bis 2008 Chef der Kommunikationsabteilung des CIGNA-Versicherungskonzerns und seit 2009 Senior-Fellow am Center for Media and Democracy, hat sich inzwischen für die desinformative PR-Kampagne, die er im Auftrag der amerikanischen Healthcare-Industrie gegenüber Michael Moore und seinen Film Sicko mitorganisieren half und in seinem Buch Deadly Spin beschreibt, bei jenem entschuldigt.
Michael E. Mann, US-amerikanischer Klimatologe beschäftigt sich in seinem Buch Propagandaschlacht ums Klima, u. a. auch mit dem Film Planet of Humans von Michael Moore (Kapitel 6, S. 188). Hier geht Mann auf die gravierenden inhaltlichen Fehler des Filmes ein. Mann bezeichnet den Film Planet of Humans als "Musterbeispiel für den neuen Klimakrieg" (S. 193) im Sinne von Propaganda der fossilen Brennstoffindustrie. Im Buch zitiert Mann auch den Umweltfilmemacher Neal Livingston, dieser äußerte sich zum Film Planet of Humans mit "Schande über diese Filmemacher, dass sie einen Film wie diesen gedreht haben, der voller Fehlinformationen und Desinformationen steckt... der Film ist ungenau, irreführend und darauf ausgelegt Sie zum Nichtstun zu verleiten".

### Kritik an Moore in filmischer Form
Der kanadische Film Manufacturing Dissent (2007) untersucht Moores journalistische Methoden kritisch. Dessen Produzenten, die sich selbst als linksliberal einstufen, sind eigener Aussage zufolge ursprünglich Bewunderer von Moore gewesen. Für sie ist Moore nun eher vergleichbar mit einem „Prediger“, der sich an seine (Fan-)Gemeinde wendet, als mit einem seriösen, journalistische Grundsätze beachtenden Dokumentarfilmer. Der Film kommt zu dem Ergebnis, dass Moore bestimmte Fakten bewusst verschwiegen und andere erfunden habe – beispielsweise die sich als roter Faden durch Moores Film Roger and Me ziehenden, wiederholten Weigerungen zu einem Interview durch den Vorstandsvorsitzenden von General Motors, Roger Smith. Die Autoren von Manufacturing Dissent fanden durch einen ehemaligen Mitarbeiter Moores heraus, dass Smith nicht nur auf einer Aktionärsversammlung auf Fragen Moores geantwortet, sondern ihm auch später noch zu einem Einzelinterview zur Verfügung gestanden hatte. Beide Gespräche zwischen Moore und Smith blieben im Film Roger & Me unerwähnt. Dieser Kritikpunkt war schon 1990 erhoben worden, ohne jedoch auf großes Echo zu stoßen. Moore hatte sich für den Film Manufacturing Dissent nicht interviewen lassen wollen, antwortete auf den im Film gezeigten Interview-Ausschnitt mit Smith später aber mit der Feststellung, beide Stellungnahmen Smiths hätten mit seinem Film Roger & Me nichts zu tun gehabt, da sie vor Beginn seiner Arbeiten zu diesem Film erfolgt seien, in dessen Mittelpunkt auch keineswegs Smiths Ablehnung eines Interviews stehe, sondern seine Weigerung, die vom Ruin gezeichnete Stadt Flint zu besuchen. Die Autoren von Manufacturing Dissent werfen Moore vor, dass er lüge und seine Zuschauer zu manipulieren versuche. Er bedränge seine Assistenten dazu, für ihn zu lügen, und behandle seine Mitarbeiter „wie Dreck“. Moore entgegnete der Kritik in diesem Film damit, dass er die Filmemacher seinerseits als Lügner bezeichnete.
Auch Kevin Leffler, ein Bekannter und ehemaliger Mitschüler Moores aus dem Heimatort Davison, kritisiert an Moore nicht dessen politische Positionen, sondern seine Methoden sowie zahlreiche Widersprüche zwischen dem moralischen Anspruch seiner Aussagen und der nachprüfbaren Realität seines Handelns. In seinem Dokumentarfilm Shooting Michael Moore (USA, 2007) wies Leffler unter anderem nach, dass die von Michael Moore gegründete und kontrollierte Stiftung Center for Alternative Media & Culture hohe Beträge in von Moore wegen ihrer Geschäftspraktiken scharf attackierte Großkonzerne investiert hatte – darunter Halliburton, Exxon Mobil und zahlreiche Unternehmen der Pharma-Industrie. Auch traten Mitwirkende aus mehreren von Moores Filmen auf, die sich von Moore getäuscht und ausgebeutet fühlten, während er selbst Steuern hinterzogen und private Rechnungen aus Mitteln seiner als gemeinnützig anerkannten Stiftung beglichen habe. Der Film zeigte außerdem kritische Seiten der von Moore im Film Sicko als vorbildlich dargestellten Gesundheitssysteme Großbritanniens und Kubas anhand vor Ort gedrehter Beispiele. Moore, der sich nicht zu der erhobenen Kritik äußern wollte, bewegte laut Leffler mindestens eine Kinokette zum Verzicht auf die geplante Vorführung des Films und konzentrierte seine Ablehnung auf dessen seiner Meinung nach zu Gewalt aufrufenden Titel.
Der US-amerikanische Film Michael Moore Hates America (2004) kritisiert sowohl Michael Moore persönlich als auch seine Methoden und angeblichen Manipulationen. Der Film Michael & Me (USA 2004) ist Moores Film Roger & Me nachempfunden: Gezeigt wird der Radio-Talkshow-Moderator Larry Elder, wie er anderthalb Jahre lang vergeblich versucht, Moore zu dessen im Film Bowling for Columbine aufgestellten Äußerungen zum Thema Schusswaffen zu interviewen. Einem ähnlichen Muster folgte Me & Michael (USA 2006). Als direkte Antwort auf den Film Fahrenheit 9/11 entstanden 2004 die Filme Fahrenhype 9/11 und Celsius 41.11.
Die US-amerikanische Komödie Big Fat Important Movie (2008) handelt von Michael Malone, welcher eine Parodie auf Michael Moore ist. Malone wird hierbei als Amerikahasser dargestellt.
Auf die gewachsene Anzahl an Moore-kritischen Filmen angesprochen, hat Michael Moore einmal im Scherz erklärt, dass er ein Film-Festival von Anti-Moore-Filmen sponsern und dem Gewinner persönlich den Preis überreichen wolle. Es gebe schon mehr Filme, die ihn angriffen, als er selbst produziert habe.

## Filme

### Roger & Me
Moore wurde das erste Mal 1989 in der breiten Öffentlichkeit wahrgenommen, als er seinen Film Roger & Me veröffentlichte. Der Dokumentarfilm thematisiert die Vorgänge in seiner Heimatstadt Flint, Michigan, in der Nähe von Detroit, nachdem General Motors trotz guter Wirtschaftlichkeit seine dortigen Fabriken geschlossen und die Produktion wegen geringerer Lohnkosten nach Mexiko ausgelagert hatte. Moore gilt seitdem als Globalisierungskritiker. Der Film fand Erwähnung in mehr als 100 Jahres-Top-10-Listen renommierter Filmkritiker und gewann verschiedene Preise als Beste Dokumentation bei US-amerikanischen Filmfestivals. Der Roger im Titel ist hierbei der damalige CEO von General Motors Roger Smith. Moore möchte Smith interviewen und ihn zu den Entlassungen befragen, was Smith in der der Realität widersprechenden Filmdarstellung immer wieder ablehnt.

### Unsere feindlichen Nachbarn
Der 1995 veröffentlichte satirische Spielfilm Canadian Bacon (deutscher Titel: Unsere feindlichen Nachbarn) handelt von einem fiktiven amerikanischen Präsidenten (gespielt von Alan Alda), der nach dem Ende des Kalten Krieges auf der Suche nach einem Feind ist, um von Problemen im eigenen Land abzulenken. Um sich zu profilieren, bricht er einen Krieg gegen Kanada vom Zaun, unter dem Vorwand, jährlich kämen Tausende von Kanadiern über die Grenze. Moore selber ist in dem Film in einer Nebenrolle zu sehen. Der Film lief als offizieller Beitrag in der Nebenreihe Un Certain Regard beim Filmfestival von Cannes.

### Der große Macher
Im Film Der große Macher (1998; Originaltitel: The Big One) wird Michael Moore 1996/97 auf einer Lesereise zur Vermarktung seines Buches Downsize This! Random Threats from an Unarmed American (deutsch: Querschüsse eines unbewaffneten Amerikaners) quer durch die Vereinigten Staaten begleitet. Er besucht verschiedene Unternehmen, denen er Massenentlassungen trotz Rekordgewinnen vorwirft. Unter anderem interviewt er den Nike-Vorstandsvorsitzenden Philip Knight, der behauptet, dass US-Amerikaner keine Schuhe nähen wollten. Nike hatte zuvor den Großteil seiner Schuhproduktion nach Indonesien ausgelagert, wo Schuhe teilweise von Kindern für 19 US-Cents pro Stunde Arbeitslohn gefertigt werden.

### Bowling for Columbine
In dem Film Bowling for Columbine (2002) nimmt Moore den Amoklauf an der Columbine High School (1999) zum Anlass, den Gründen für die Gewalttat und für die Waffen-Kultur in den Vereinigten Staaten nachzugehen. Er beleuchtet dabei die Frage, warum in den Vereinigten Staaten überproportional viele Menschen durch Schusswaffen ums Leben kommen. Der Film provozierte eine scharfe Auseinandersetzung um den Wahrheitsgehalt der im Film präsentierten Informationen.
Der Film gewann einen Spezialpreis bei den 55. Filmfestspielen von Cannes 2002, den französischen César Filmpreis als bester ausländischer Film sowie 2003 den Oscar als bester Dokumentarfilm. Die Verleihungsfestlichkeiten dieses Preises nutzte Moore dazu, während seiner Dankesrede den US-amerikanischen Präsidenten George W. Bush für die Invasion des Iraks (2003) zu verurteilen, wurde jedoch durch das plötzlich einsetzende Orchester absichtlich übertönt. Heute ist Bowling For Columbine die Dokumentation mit den zweithöchsten Kasseneinnahmen aller Zeiten und ebnete so den Weg für weitere nichtfiktionale Kinofilme, die in den Jahren zuvor ein Schattendasein geführt hatten.

### Fahrenheit 9/11
Fahrenheit 9/11 beleuchtet die politischen Entwicklungen in den Vereinigten Staaten nach den Terroranschlägen vom 11. September 2001. Besonderes Augenmerk legt Moore hierbei auf Verbindungen zwischen den Familien von George W. Bush und Osama bin Laden. Der Film wurde mit der Goldenen Palme von Cannes ausgezeichnet. Er war der erste Dokumentarfilm seit 1956, der diesen Preis gewann. Fahrenheit 9/11 gilt somit als der erfolgreichste Dokumentarfilm.
Im Vorfeld des Cannes Film Festivals war es in den Vereinigten Staaten zu Meinungsverschiedenheiten zwischen Miramax und Disney gekommen: Konzernmutter Disney weigerte sich, Miramax die Vertriebsrechte des Films zur Verfügung zu stellen, da sie einen Imageschaden für den Disney-Konzern befürchtete. Dies geschah, obwohl Produktion und Vertrieb durch Buena Vista schon bezahlt worden waren. Dieses Vorgehen hatte eine öffentlich geführte Zensurdebatte zur Folge, die den Bekanntheitsgrad des Filmes schon im Vorfeld steigerte. Im Juni 2004 wurden die Filmrechte von den Miramax-Chefs Harvey und Robert Weinstein mit ihren Privatvermögen gekauft, damit der Film vertrieben werden konnte. Für den Vertrieb in den Vereinigten Staaten konnten Lions Gate Films, IFC Films und die Fellowship Adventure Group gewonnen werden.
Der Film lief am 25. Juni 2004 in den US-amerikanischen und kanadischen Kinos und am 29. Juli 2004 in den deutschen Kinos an. Ray Bradbury, Autor von Fahrenheit 451, wirft Moore vor, seinen Titel ohne Erlaubnis verwendet zu haben. Im November 2004 kündigte Michael Moore an, bis Mitte 2007 die Fortsetzung von Fahrenheit 9/11 fertigzustellen, was er nicht umsetzte. Diese Fortsetzung sollte Fahrenheit 9/11 ½ heißen und sich wieder mit den Themen Irakkrieg und Terrorismus beschäftigen.

### Sicko
Sicko ist ein Film über das Gesundheitssystem der Vereinigten Staaten, dessen Premiere am 29. Juni 2007 stattfand. Mindestens zwei Pharmaunternehmen, Pfizer und GlaxoSmithKline, haben ihre Angestellten angewiesen, Michael Moore keine Interviews zu gewähren. Moore erklärte aber, er könne auf genügend Ärzte und andere Fachleute zählen, die ihm Informationen gäben. Gedreht wurde unter anderem auch mit versteckten Kameras, in Arztpraxen und einer Schönheitsklinik.

### Slacker Uprising
Slacker Uprising (dt. etwa: „Aufstand der Luschen“) hatte seine Erstaufführung am 18. September 2008 und wurde ab dem 23. September in den Vereinigten Staaten und Kanada für drei Wochen kostenlos zum Download angeboten. Moore dokumentiert in seinem Film seine Tour durch rund 60 amerikanische Städte anlässlich der US-amerikanischen Wahl 2004 und die damit beabsichtigte Mobilisierung der amerikanischen Jugend gegen George W. Bush. Die dadurch vermittelte Aufbruchstimmung sollte im Wahlkampf 2008 Barack Obama zugutekommen.
Slacker Uprising ist der erste „große“ Film, der kostenlos zum Download angeboten wurde. Im Musikgeschäft hatten bis zu diesem Zeitpunkt nur Radiohead, Nine Inch Nails, Rise Against und Neil Young ihre jeweiligen Alben zum kostenlosen Download angeboten.

### Kapitalismus: Eine Liebesgeschichte
Im September 2009 wurde Moores Dokumentarfilm Kapitalismus: Eine Liebesgeschichte (Originaltitel: Capitalism: A Love Story) im Wettbewerb der 66. Filmfestspiele von Venedig uraufgeführt. Der Film behandelt die Finanzkrise ab 2007 und die US-amerikanische Ökonomie im Wandel zwischen der endenden Amtszeit von George W. Bush und der beginnenden Amtszeit von Barack Obama.

### Where to Invade Next
Where to Invade Next ist ein Dokumentarfilm, in dem sich Moore in andere Länder der westlichen Hemisphäre wie etwa Finnland, Italien, Frankreich, Deutschland und Portugal begibt, wo er der Frage nachgeht, wie soziale Probleme und Fragen anders als in den USA gelöst werden können.

### Michael Moore in TrumpLand
Die Dokumentation Michael Moore in TrumpLand aus dem Jahre 2016 hatte am 18. Oktober 2016 in New York City Premiere, wenige Wochen vor der US-Präsidentschaftswahl 2016. Thema ist das Leben und der Wahlkampf des damaligen republikanischen Präsidentschaftskandidaten Donald Trump.

### Fahrenheit 11/9
Im Jahr 2018 erschien Fahrenheit 11/9, dessen Titel eine Anspielung auf den Film Fahrenheit 9/11 (2004) und den Wahltermin 2016 ist. Dabei setzt sich Moore mit der Wahl Donald Trumps zum Präsidenten der USA auseinander.

### Planet of the Humans
Im Jahr 2019 erschien der Dokumentarfilm von Jeff Gibbs (Produzent Michael Moore). Er behandelt kritisch regenerative Energieprojekte in den USA und thematisiert das nicht entwickelte Problembewusstsein um die Zukunft der Menschheit. Dabei hebt er insbesondere Verfahren wie die Biomassekonversion hervor, die durch hohe Rohstoffbedarfe sowie die Zuführung fossiler Energieträger nicht nachhaltig seien, und führt die Einbindung libertärer Unternehmer wie Charles und David Koch aus. Er attestiert der Umwelt- und Klimaschutzbewegung, sie sei willentlich von Holzwirtschaft und Produzenten nicht erneuerbarer Energie korrumpiert worden, was sich an verbundenen Finanzströmen und persönlichen Verwicklungen nachvollziehen lasse.

## Auszeichnungen und Nominierungen für Filmpreise
- Bester Film, 1989, Vancouver Film Festival für Roger & Me
- Beste Dokumentation, 1989, New York Film Critics Circle Award für Roger & Me
- Beste Dokumentation, 1989, National Society of Film Critics für Roger & Me
- Bester Film, 1989, Toronto International Film Festival für Roger & Me
- Bester Film, 1989, Chicago Film Festival für Roger & Me
- Beste Dokumentation, 1989, Los Angeles Film Critics Association für Roger & Me
- Silberne Taube, 1989, 32. Internationale Leipziger Dokumentar- und Kurzfilmwoche für Roger & Me
- Beste Dokumentation, 1989, National Board of Review für Roger & Me
- Publikumspreis, 1990, Berlinale für Roger & Me
- 2002: Jubiläumspreis bei den 55. Internationalen Filmfestspielen von Cannes für Bowling for Columbine
- 2002: Independent Spirit Award – Beste Dokumentation für Bowling for Columbine
- 2002: Vancouver International Film Festival – Beliebtester internationaler Film für Bowling for Columbine
- 2002: National Board of Review – Bester Dokumentarfilm für Bowling for Columbine
- 2003: César – Bester ausländischer Film für Bowling for Columbine
- 2003: International Documentary Association (IDA) – Beste Dokumentation aller Zeiten für Bowling for Columbine
- 2003: Oscar – Bester Dokumentarfilm für Bowling for Columbine
- 2003: Online Film Critics Society Awards – Bester Dokumentarfilm; Nominierung als Bester Film für Bowling for Columbine
- 2003: Broadcast Film Critics Association Awards als bester Dokumentarfilm
- Goldene Palme 2004 als Bester Film vom Film-Festival in Cannes 2004 für Fahrenheit 9/11
- 2005: Broadcast Film Critics Association Awards als bester Dokumentarfilm
- People’s Choice Award für die beste Dokumentation für Fahrenheit 9/11
- 2008: Nominierung für den Academy Award of Merit (Oscar) in der Kategorie „Bester Dokumentarfilm“ für Sicko
- Australian Film Critics Association 2007 Film Award für die beste Dokumentation für Sicko
- 2008: Broadcast Film Critics Association Awards als bester Dokumentarfilm
- Filmfestspiele von Venedig: Leoncino d’Oro („kleiner goldener Löwe“) für Kapitalismus
- Filmfestspiele von Venedig: Offener Preis des Festivals für Kapitalismus
- Filmfestspiele von Venedig: Nominierung für den goldenen Löwen für Kapitalismus
- 2009: Awards Circuit Community Awards (zweiter Platz) für Kapitalismus
- 2010: Broadcast Film Critics Association Award nominiert für Kapitalismus
- 2009: Chicago Film Critics Association Award nominiert für Kapitalismus
- 2009: Dallas-Fort Worth Film Critics Association Award (dritter Platz) für Kapitalismus
- 2009: Houston Film Critics Society Awards nominiert für Kapitalismus
- 2009: Image Award nominiert für Kapitalismus
- 2009: Online Film & Television Association nominiert für Kapitalismus
- 2009: Online Film Critics Society Awards nominiert für Kapitalismus
- 2009: Phoenix Film Critics Society Award für Kapitalismus
- 2009: St. Louis Film Critics Association für Kapitalismus
- 2009: Toronto International Film Festival (Zweiter Platz) für Kapitalismus
- 2009: Washington DC Area Film Critics Association Awards nominiert für Kapitalismus
- 2010: Writers Guild of America nominiert für Kapitalismus
- 2015: Nominierung für den Chicago Film Critics Association Award als Bester Dokumentarfilm
- 2015: Nominierung für den Austin Film Critics Award als Bester Dokumentarfilm
- 2015: Chicago International Film Festival: Publikumspreis als Bester Dokumentarfilm
- 2015: Hamptons International Film Festival Publikumspreis als Bester Dokumentarfilm
- 2015: Nominierung für den Kansas City Film Critics Circle Award als Bester Dokumentarfilm
- 2015: Nominierung für den Phoenix Film Critics Society Awards als Bester Dokumentarfilm
- 2015: Nominierung für den Satellite Award als Bester Dokumentarfilm
- 2016: Nominierung für den Publikumspreis beim Internationalen Filmfestival von Palm Springs
- 2016: Iowa Film Critics Award Zweiter Platz als Bester Dokumentarfilm
- 2016: Nominierung für den Houston Film Critics Society Award als Bester Dokumentarfilm
- 2016: Cinema Eye Honors Awards: Nominierung für den Cinema Eye Audience Choice Prize
- 2016: Nominierung für den Broadcast Film Critics Association Award als Bester Dokumentarfilm

## Fernsehserien

### TV Nation
In den Jahren 1994 und 1995 war Moore Moderator und Regisseur der Nachrichtenshow TV Nation, in der ungewöhnliche Aktionen ein konstitutives Element waren. Ziel war, jene Dinge zu zeigen, die von den üblichen TV-Formaten vernachlässigt werden. Die ersten neun Folgen erschienen auf NBC, die weiteren acht auf dem konservativen Sender FOX.
Für diese Sendung engagierte Moore unter anderem einen Ex-KGB-Agenten, versuchte ein paar Briten zu überreden, Argentinier zu werden (siehe Falklandkrieg), und fuhr nach Russland, um die Atomrakete zu suchen, die auf seine Heimatstadt gerichtet ist. Unter dem Namen eines Mitarbeiters und dem von Jeffrey Dahmer, einem Serienmörder, ließ Moore Bettelbriefe verschicken, dem Verbrecher spendeten die Briefempfänger mehr Geld.
Die Sendung gewann mehrere Auszeichnungen, darunter 1995 einen Emmy und die Bronzene Rose von Montreux. Die Erlebnisse in der Sendung hielt Moore in dem Buch Hurra Amerika! fest.

### The Awful Truth
1999 und 2000 produzierte und moderierte Moore zwei Staffeln der Polit-Satire The Awful Truth, die von der Los Angeles Times als „intelligenteste und witzigste Show im Fernsehen“ bezeichnet wurde. Moore wurde als „Skandalmacher, Autor und Dokumentarfilmer“ beschrieben. Auch diese Sendung gewann mehrere Preise, darunter den „Hugh M. Hefner First Amendment Award“ in der Kategorie Kunst und Unterhaltung. Zudem erhielt sie die Bronzene Rose von Montreux für Vielseitigkeit und zwei Emmy-Nominierungen. Die deutsche Fassung wurde unter dem Titel The Awful Truth – Michael Moore und die schreckliche Wahrheit über Amerika! für den österreichischen Sender ATV synchronisiert und von diesem ins Programm genommen.

### Als Schauspieler
- 2000: Lucky Numbers (als Walter)
- 2016: BrainDead (Fernsehserie) (Cameoauftritt, Folge 1x09)[52][53]

## Musikvideos
Moore hat bei mehreren Musikclips Regie geführt, so beispielsweise für die Songs „Sleep Now in the Fire“ und „Testify“ der Band Rage Against the Machine. Hier nahm Moore die Gelegenheit wahr, seine Sicht auf das Zweiparteiensystem der Vereinigten Staaten darzustellen und George W. Bush anzuprangern. Während der Dreharbeiten zu „Sleep Now in the Fire“ wurde Moore verhaftet, da die Band ohne Erlaubnis live vor der Wall Street spielte. Weiterhin inszenierte Moore Videos für die Bands R.E.M. („All the way to Reno“) und System of a Down („Boom“). Letzteres thematisiert die Demonstrationen gegen die Kriege im Irak und in Afghanistan.

## Bücher
Die Bücher in deutscher Sprache erscheinen beim Piper-Verlag.

### Querschüsse
Querschüsse ist das erste Buch von Michael Moore, das er im Jahr 1996 schrieb. Im amerikanischen Original erschien es unter dem Titel Downsize This! Erst 2003 erschien dieses Buch auf Deutsch, nachdem sich Moores Buch Stupid White Men auch in Deutschland zum Bestseller entwickelt hatte ISBN 3-492-24251-0.
Das Buch thematisiert hauptsächlich die soziale Kälte in den Vereinigten Staaten, das als eintönig empfundene amerikanische Zweiparteiensystem, dessen Parteien sich kaum noch voneinander unterschieden und die vermeintliche Gier von Politikern und Konzernchefs. So schildert er, wie er mehrere Organisationen gründete und diese mehreren Präsidentschaftsanwärtern Schecks zuschickten, um zu prüfen, wer am gierigsten wäre. Auf Sammelkarten dokumentiert er die vermeintliche Skrupellosigkeit mehrerer Konzernbosse. Außerdem schlägt er vor, die Regierung nach Mexiko auszulagern, um die Kosten zu senken, schließlich würden die Konzerne dies auch tun.

### Hurra Amerika!
Hurra Amerika! schrieb Moore im Jahr 1998 unter dem Originaltitel Adventures in a TV Nation. Seine Frau Kathleen Glynn fungierte bei diesem Buch als Co-Autorin. Im Buch selbst werden die Abenteuer geschildert, die sie in der Sendung TV Nation erlebten ISBN 3-492-24560-9.

### Stupid White Men
Sein weltweites Erfolgsbuch Stupid White Men (2001) richtet sich, in einem dokumentarisch-satirischen Stil gehalten, vornehmlich gegen die politische Elite in den Vereinigten Staaten, den dortigen Rassismus und die von Moore diagnostizierte soziale Kälte. Moore spricht im Zusammenhang mit der ersten Wahl George W. Bushs zum Präsidenten der Vereinigten Staaten von „Wahlbetrug“. Das Buch hielt sich mehr als ein Jahr auf der Bestseller-Liste der New York Times, schaffte es in mehreren Ländern auf Platz eins der Bestseller-Charts und wurde in Großbritannien zum „Buch des Jahres“ gewählt ISBN 3-492-24127-1.

### Volle Deckung, Mr. Bush
Sein viertes Buch, Volle Deckung, Mr. Bush (Originaltitel: Dude, Where's My Country?), wurde Oktober 2003 in den Vereinigten Staaten und Mitte November 2003 in Deutschland veröffentlicht. Es ist vor allem eine Abrechnung mit dem von George W. Bush geführten Irakkrieg. Das Buch hielt sich sechs Wochen lang auf Platz eins der US-amerikanischen Bestsellerlisten ISBN 3-492-24250-2.

### Verraten und verkauft – Briefe von der Front
Das 2004 veröffentlichte Verraten und verkauft – Briefe von der Front (Originaltitel: Will They Ever Trust Us Again?) ist Moores fünftes Buch. Hierin veröffentlicht Moore unter anderem an ihn gerichtete Briefe von Soldaten, die im Irak-Krieg im Einsatz waren ISBN 3-492-24677-X.

### Fahrenheit 9/11 – Das Buch

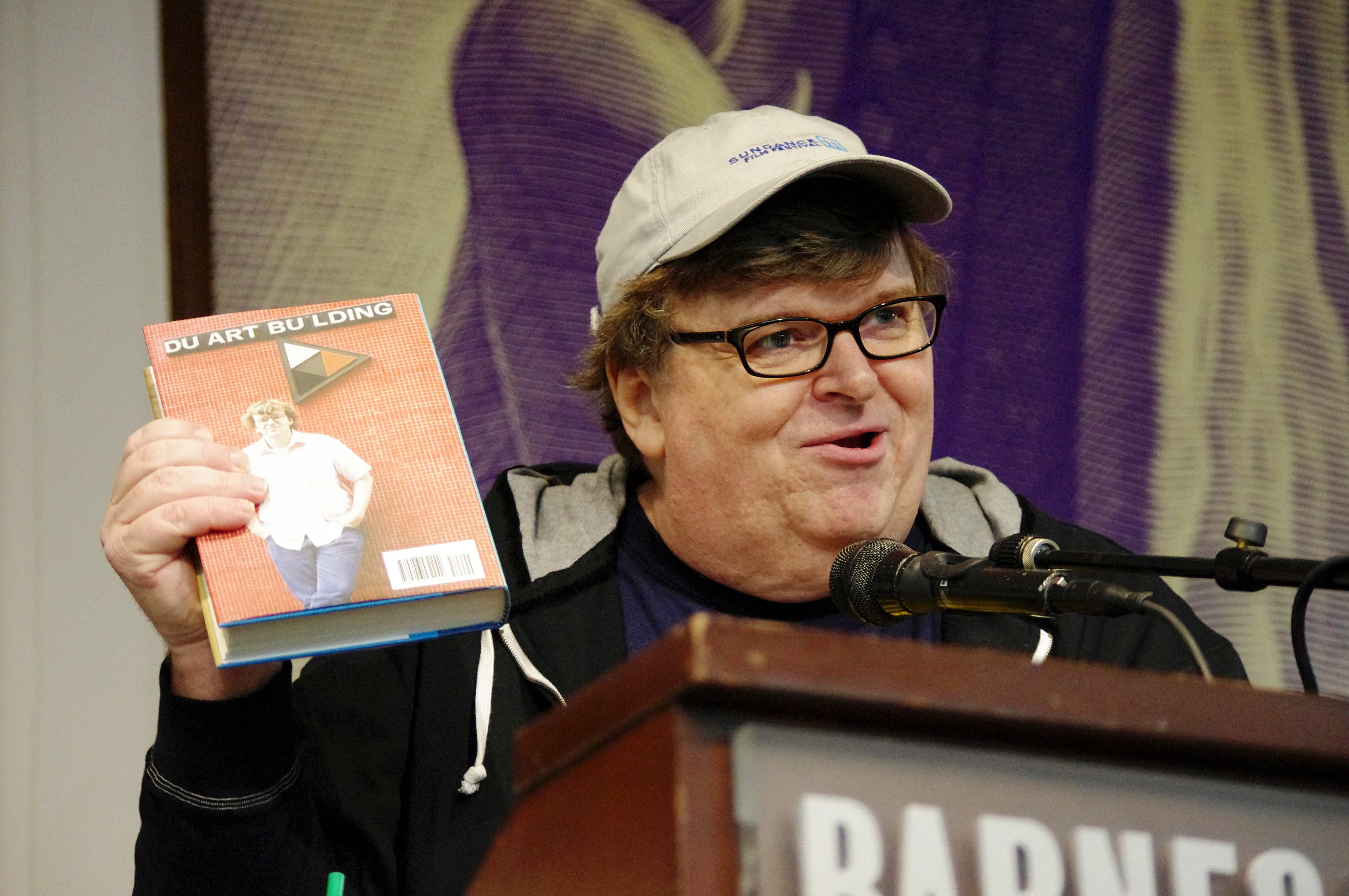
Michael Moore mit seinem Buch Here Comes Trouble (2011)

Fahrenheit 9/11 – Das Buch aus dem Jahr 2004 (deutscher Untertitel Alle Fakten – Alle Beweise – Alle Szenen) beinhaltet neben dem Drehbuch und Belegen zum Film Fahrenheit 9/11 auch Reaktionen auf und Kritik und Karikaturen zum Film ISBN 3-492-04736-X.

### Yes, we can – Mikes ultimativer Wahlführer
Moores erstes Buch seit 2004 (Originaltitel: Mike’s Election Guide 2008) befasst sich mit der US-amerikanischen Präsidentschaftswahl 2008. In gewohnt satirischer Weise erklärt Moore die amerikanische Gesellschaft und das Wahlsystem ISBN 3-492-05298-3.

### Here Comes Trouble – Mein Leben als Querschläger
Im Wahljahr 2012 erschien nach vier Jahren ein weiteres Buch (Originaltitel: Here Comes Trouble. Stories from my Life.). Moore beschreibt darin seinen Aufstieg zum Dokumentarfilmer und umstrittenen Polit-Satiriker ISBN 978-3-492-04633-6.

## Hörbücher
- 2012 (Audible: 2011): Here Comes Trouble: Stories from My Life (gelesen von Michael Moore), Grand Central Publishing, ISBN 978-1-61969-209-1.